# Anita K. Hopper
Anita Carol Klein Hopper ist eine US-amerikanische Molekulargenetikerin an der Ohio State University.

## Leben und Wirken
Hopper erwarb 1967 an der University of Illinois at Chicago einen Bachelor in Biologie und 1972 bei Manfred Eliezer Reichmann an der University of Illinois at Urbana-Champaign mit der Arbeit An investigation into the replication of satellite tobacco necrosis virus and tobacco necrosis virus RNA genomes einen Ph.D. in Zellbiologie. Als Postdoktorandin arbeitete sie bei Benjamin Downs Hall im Fachbereich Genetik der University of Washington, bevor sie 1975 eine erste Professur (Assistant Professor, später Associate Professor) an der University of Massachusetts Medical School erhielt. 1979 wechselte sie an die Pennsylvania State University, wo sie zur ordentlichen Professorin aufstieg. Seit 2006 arbeitet sie an der Ohio State University. Hier hat sie (Stand 2022) eine Professur in der Abteilung für Molekulargenetik inne.
Hopper gilt als führend in der Erforschung der tRNA, derjenigen Moleküle, die bei der Proteinbiosynthese am Ribosom die jeweils dem genetischen Code entsprechende Aminosäure vermitteln. Sie verwendet die Hefe Saccharomyces cerevisiae als Modellorganismus. Anita K. Hopper hat laut Google Scholar einen h-Index von 58, laut Datenbank Scopus einen von 46 (jeweils Stand Dezember 2022).
Hopper war 2004 bis 2006 Sekretärin der Genetics Society of America und sie war 2002/2003 Präsidentin der RNA Society, die ihr 2009 und 2015 hohe Auszeichnungen für ihr Lebenswerk verlieh.
Anita K. Hopper war bis zu seinem Tod mit dem Biochemiker und Molekularbiologen James E. Hopper (1942–2017) verheiratet, mit dem sie eine Tochter hat.

## Auszeichnungen (Auswahl)
- 2008 Fellow der American Association for the Advancement of Science
- 2020 Mitglied der American Academy of Arts and Sciences[7]
- 2021 Mitglied der National Academy of Sciences[8]